# M1941半自動步槍
M1941半自動步槍由美國海軍陸戰隊的強生上尉發明，原因是原本要全面取代手動的M1903春田步槍的M1加蘭德步槍生產不足而祇能首先裝備陸軍，海軍陸戰隊唯有另外找一種半自動步槍代替，這就是M1941半自動步槍的由來，它又被稱為強生步槍。

## 設計和使用
M1941採用後座作用式機械原理，借助擊發子彈時的後座力去完成槍機後退和退彈殼以至重新上彈，因此槍管會跟著後退，在槍管和槍身的連接點有一排氣孔用來散熱，其槍管也可以拆除以便更換，它最特別就是採用10發裝內置彈鼓供彈，子彈直接推入彈鼓之內，再借助彈鼓的發條推入槍膛。
M1941也有輕機槍衍生型而被稱為M1941輕機槍，但M1941的缺點是結構不夠堅固而且故障率高，海軍陸戰隊也祇是少量購買使用，故其產量也不多，當美國兵工廠生產了足夠的M1步槍後，海軍陸戰隊就全面使用M1步槍，M1941在1944年就停產以便集中資源去生產M1步槍，荷蘭在太平洋戰爭爆發前也購買了一批，在守衛印尼時荷蘭守軍也有使用M1941來對抗日軍，而在第二次世界大戰後智利也買了一千枝，此批M1941被改造成發射7毫米口徑毛瑟彈。
中國人民志願軍在韓戰當中也從荷蘭軍手上繳獲到一些M1941。

## 流行文化

### 影視作品
M1941步槍並未像多數曾參加過二戰的美國武器一樣經常在美國人拍攝的二戰電影和電視劇出現，相反有兩套由中國拍攝的戰爭片出現了M1941步槍，分別是：
- 《我的兄弟叫順溜》-中國抗戰電視劇
- 《集結號》-國共內戰電影

在國共內戰時期，美國海軍陸戰隊曾駐守在上海等地，有一张1949年的中国人民解放军照片里出现了手持M1941的解放軍士兵，所以，在「集結號」當中出現，可以講成是來自當美國陸戰隊撤退時留下的。

### 電子遊戲
- 2021年—《應徵入伍》：作為同盟國科技樹上BR IV武器可解鎖。

## 使用國家
- 阿根廷
- 智利
- 中華民國[1]
- 中华人民共和国
- 古巴
- 马来西亚
- 荷蘭
- 菲律賓
- 英国
- 美国